# Sołtysie Szałasiska
Sołtysie Szałasiska – położona na wysokości 1140–1255 m rówień na południowo-wschodnim ramieniu Przedniej Kopy Sołtysiej w polskich Tatrach Wysokich. Czasami błędnie nazywana jest Halą Sołtysią Niżną. Przez górali nazywana była po prostu Szałasiskami, nazwę sołtysie dodano na mapach i w literaturze dla odróżnienia od innych szałasisk. Znajduje się poniżej Sołtysiej Płaśni. Dawniej na obydwu tych rówienkach stały szałasy pasterskie i obydwie należały do hali Kopy Sołtysie.
Sołtysie Szałasiska miały powierzchnię około 3 ha. Po utworzeniu Tatrzańskiego Parku Narodowego wypas na hali Kopy Sołtysie został całkowicie zlikwidowany i trawiaste tereny tej hali w wyniku samorzutnej sukcesji wtórnej zaczęły zarastać lasem. W 2009 r. w wyniku tego zarosło lasem już 75% dawnej powierzchni polany.